# Décès en 2018
Décès
- 2014
- 2015
- 2016
- 2017
- 2018
- 2019
- 2020
- 2021
- 2022

Cet article présente une liste de personnalités mortes au cours de l'année 2018.
La liste des personnes référencées dans Wikipédia est disponible dans la page de la Catégorie:Décès en 2018

Les mois de l'année font également l'objet de listes spécifiques :

## Décès par mois

### Janvier
- 1er janvier : Manuel Olivencia, avocat, économiste et diplomate espagnol.
- 2 janvier :
  - Jacques Lassalle, dramaturge, metteur en scène et acteur français.
  - Thomas S. Monson, dirigeant religieux et écrivain américain.
- 3 janvier : Colin Brumby, compositeur australien.
- 4 janvier : Simone Dat, peintre française.
- 5 janvier :
  - Antonio Angelillo, footballeur italo-argentin ;
  - Jerry Van Dyke, acteur américain ;
  - John Young, astronaute américain.
- 7 janvier :
  - France Gall, chanteuse française.
  - Jim Anderton, homme d'État néo-zélandais ;
  - Peter Sutherland, homme politique et homme d'affaires irlandais.
- 8 janvier : George Maxwell Richards, homme d'État trinidadien.
- 9 janvier : Odvar Nordli, homme d'État norvégien.
- 10 janvier : Philippe Marchand, homme politique français.
- 12 janvier :
  - Françoise Dorin, romancière française.
  - Pierre Pincemaille, musicien français.
- 15 janvier :
  - Joe Frank, animateur de radio, acteur américain d'origine française.
  - Dolores O'Riordan, artiste de rock irlandaise, chanteuse du groupe The Cranberries.
  - Edwin Hawkins, musicien gospel, pianiste américain.
- 17 janvier : Simon Shelton, acteur britannique de théâtre et de télévision.
- 18 janvier :
  - Peter Mayle, écrivain britannique ;
  - Stansfield Turner, amiral américain.
  - Lucas Mangope, homme politique sud-africain.
- 19 janvier :
  - Dorothy Malone, actrice américaine ;
  - Anna Campori, actrice italienne.
- 20 janvier : Paul Bocuse, chef cuisinier français.
- 21 janvier : Yves Afonso, acteur français.
- 22 janvier : Suzanne Citron, historienne et essayiste française.
- 23 janvier : Hugh Masekela, chanteur et trompettiste sud-africain.
- 23 janvier : Nicanor Parra, poète chilien.
- 27 janvier :
  - Ingvar Kamprad, entrepreneur suédois ;
  - Mort Walker, auteur de bande dessinée américain.
- 28 janvier : Gene Sharp, politologue américain.
- 29 janvier : Ion Ciubuc, homme politique moldave.
- 29 janvier : Pierre Péchin, humoriste français
- 30 janvier :
  - Mark Salling, acteur américain ;
  - Azeglio Vicini, footballeur et entraîneur italien.
- 31 janvier : Leonid Kadeniouk, astronaute ukrainien.

### Février
- 1er février :
  - Dennis Edwards, chanteur américain ;
  - Barys Kit, scientifique biélorusse.
- 3 février : Michael Harner, anthropologue américain.
- 5 février : Margot Duhalde, aviatrice chilienne.
- 9 février :
  - John Gavin, acteur américain ;
  - Reg E. Cathey, acteur américain ;
  - Jóhann Jóhannsson, musicien islandais ;
  - Liam Miller, footballeur irlandais.
- 11 février : Vic Damone, chanteur et acteur américain.
- 12 février : Françoise Xenakis, romancière et journaliste française.
- 13 février :
  - Joseph Bonnel, footballeur international puis entraîneur français ;
  - Henri de Laborde de Monpezat, prince consort de Danemark d'origine française.
- 14 février :
  - Ruud Lubbers, homme d'État néerlandais ;
  - Morgan Tsvangirai, homme d'État zimbabwéen.
- 18 février :
  - Didier Lockwood, violoniste français ;
  - Idrissa Ouedraogo, réalisateur burkinabè.
- 22 février : Nanette Fabray, actrice américaine.
- 24 février :
  - Sridevi, actrice indienne ;
- 26 février :
  - João W. Nery, écrivain et activiste LGBT brésilien ;
  - Folco Quilici, écrivain, réalisateur et scénariste italien.
- 28 février : Pierre Milza, historien français.

### Mars
- 2 mars :

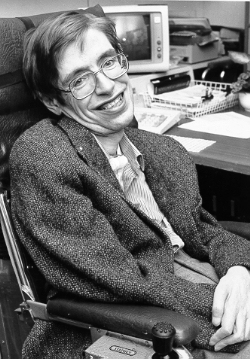
Stephen Hawking.

- - Jesús López Cobos, chef d'orchestre espagnol ;
  - Marcel Philippot, acteur français.
- 3 mars : Jean Dujardin, théologien, spécialiste du judaïsme, historien français.
- 4 mars : Davide Astori, footballeur international italien.
- 8 mars : Wolfgang Feneberg, théologien luthérien protestant, exégète du Nouveau Testament.
- 13 mars : Olga Sokolow, 38 ans, actrice française.
- 14 mars : Stephen Hawking, physicien théoricien et cosmologiste britannique.
- 17 mars : Geneviève Fontanel, actrice française.
- 24 mars :
  - Lys Assia, chanteuse suisse et première gagnante de l'Eurovision.
  - Arnaud Beltrame, officier supérieur de gendarmerie français.
- 27 mars : Stéphane Audran, actrice française.
- 30 mars : Christophe Salengro, acteur, danseur et metteur en scène français.

### Avril
- 1er avril :

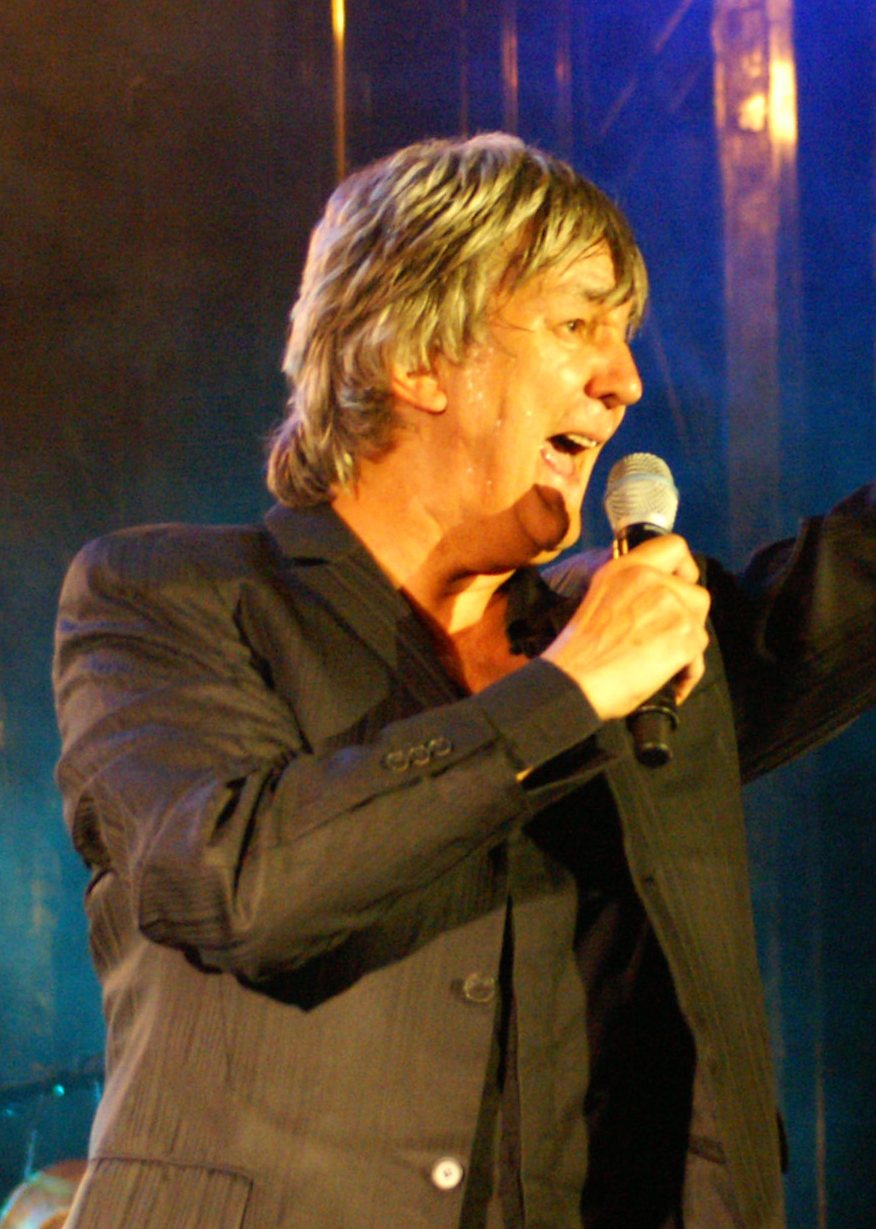
Jacques Higelin.

  - Steven Bochco, scénariste et producteur de séries télévisées américain.
  - Efraín Ríos Montt, homme d'État guatémaltèque ;
  - Michel Sénéchal, ténor français.
- 2 avril : Winnie Mandela, femme politique sud-africaine, ex-épouse de Nelson Mandela.
- 4 avril : Ray Wilkins, footballeur international et entraîneur anglais.
- 5 avril : Isao Takahata, réalisateur (° 29 octobre 1935).
- 6 avril :
  - Franck Bauer, animateur radiophonique, musicien (° 2 juillet 1918) ;
  - Patrick Font, chansonnier et humoriste (° 27 septembre 1940) ;
  - Jacques Higelin, chanteur et musicien français (° 18 octobre 1940) ;
  - Véronique Colucci, ex-épouse de Coluche, administratrice des Restos du Cœur (° 1948).
- 7 avril :
  - Francisco D'Alessandri, cavalier argentin de dressage (° 21 juin 1930).
  - Peter Grünberg, physicien allemand (° 18 mai 1939).
  - Ángel Peralta, rejoneador espagnol (° 18 mars 1926).
- 8 avril : André Lerond, footballeur international français (° 6 décembre 1930).
- 10 avril :
  - F'murr, dessinateur et scénariste français de bande dessinée (° 31 mars 1946).
  - Maryam Yakubova, enseignante ouzbèke (° 12 mai 1931).

- 14 avril :

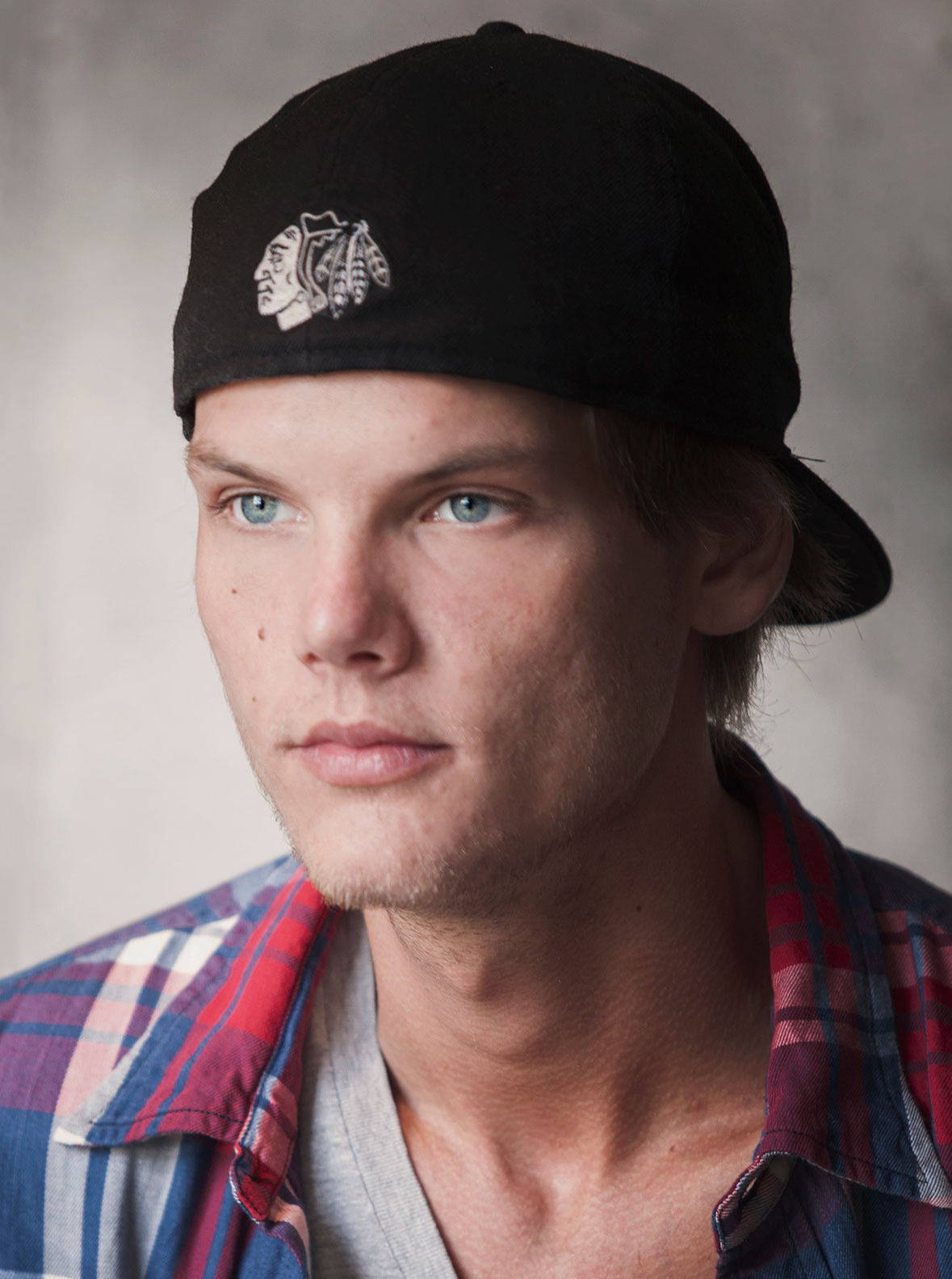
Avicii.

  - Miloš Forman, réalisateur et scénariste tchécoslovaque puis américain ;
  - Jean-Claude Malgoire, hautboïste, musicologue et chef d'orchestre français.
- 15 avril :
  - Vittorio Taviani, réalisateur et scénariste italien ;
  - R. Lee Ermey, acteur américain.
- 17 avril : Barbara Bush, épouse de George H. W. Bush et première dame des États-Unis.
- 20 avril : Tim Bergling, dit Avicii, producteur et DJ suédois.
- 21 avril : Verne Troyer, acteur américain
- 21 avril : Nabi Tajima, supercentenaire japonaise et doyenne de l'humanité.
- 23 avril : Liri Belishova, politicienne albanaise.
- 24 avril : Henri Michel, footballeur et entraîneur français.
- 30 avril : Rose Laurens, chanteuse française

### Mai
- 7 mai :
  - Ermanno Olmi, réalisateur italien ;
  - Claudine Luypaerts, dite Maurane chanteuse et comédienne belge.
  - Claude Lafleur, artiste plasticien canadien.
- 16 mai : Richard Fork, physicien américain.
- 22 mai :
  - Tazin Ahmed, actrice et dramaturge bangladaise.
  - Philip Roth, écrivain américain.
- 27 mai : Ted Dabney, ingénieur électronicien américain, cofondateur de la société Atari.
- 26 mai : Pierre Bellemare, écrivain, acteur et animateur radio français.
- 27 mai : Jean Konan Banny, homme politique ivoirien.
- 28 mai : Serge Dassault, homme d'affaires et homme politique français.

### Juin
- 7 juin : David Douglas Duncan, photojournaliste
- 8 juin : Anthony Bourdain, chef, auteur et animateur de télévision américain.
- 11 juin : Yvette Horner, accordéoniste française.
- 14 juin : Mongi Kooli, avocat et homme politique tunisien.
- 18 juin : XXXTentacion, rappeur américain.
- 18 juin : Claude Fiefel, résistant français.
- 22 juin : Vinnie Paul, batteur américain des groupes Pantera et Hellyeah.
- 23 juin : Edu del Prado, chanteur, musicien, acteur et danseur espagnol.
- 25 juin : David Goldblatt, photographe sud-africain.
- 27 juin : Joseph Jackson, directeur artistique, patriarche des artistes de la famille Jackson.

### Juillet
- 1er juillet : 
  - François Corbier, chanteur français.
  - Terence Thomas, homme politique et banquier britannique.
- 5 juillet : Claude Lanzmann, écrivain, journaliste et réalisateur français.
- 6 juillet : Vlatko Ilievski, chanteur macédonien.
- 8 juillet : Carlo Vanzina, scénariste et réalisateur italien.
- 11 juillet : Abdelkhader Houamel, peintre algérien.
- 18 juillet : Ophélie Longuet, danseuse, chorégraphe et professeur de danse classique française.
- 25 juillet : Sergio Marchionne, industriel et homme d'affaires italien naturalisé canadien.
- 28 juillet : Luigi Corteggi, graphiste et illustrateur italien (° 21 juin 1933).
- 27 juillet : Ousha bint Khalifa, poétesse émiratie.
- 31 juillet : Jean-Yves Chatelais, comédien français.

### Août
- 1er août :
  - Mary Carlisle, actrice américaine.
  - Rick Genest, mannequin canadien.
- 2 août : Armand de Las Cuevas, coureur cycliste français.
- 3 août : Bernard Balastre, athlète français.
- 4 août : Arsène Tchakarian, résistant et historien français d'origine arménienne.
- 5 août :
  - Claude Courtot, écrivain français (° 6 janvier 1939).
  - Lauri Mononen, hockeyeur sur glace finlandais (° 22 mars 1950).
  - Charlotte Rae, actrice américaine (° 22 avril 1926).
  - Piotr Szulkin, réalisateur et scénariste polonais (° 26 avril 1950).
  - Koosje van Voorn, nageuse néerlandaise (° 15 janvier 1935).
- 6 août : Joël Robuchon, chef cuisinier français.
- 7 août : Étienne Chicot, acteur français.
- 11 août :
  - V. S. Naipaul, écrivain britannique, prix Nobel de littérature.
  - Arthur Paecht, homme politique français.
- 12 août : Samir Amin, économiste franco-égyptien.

- 15 août :

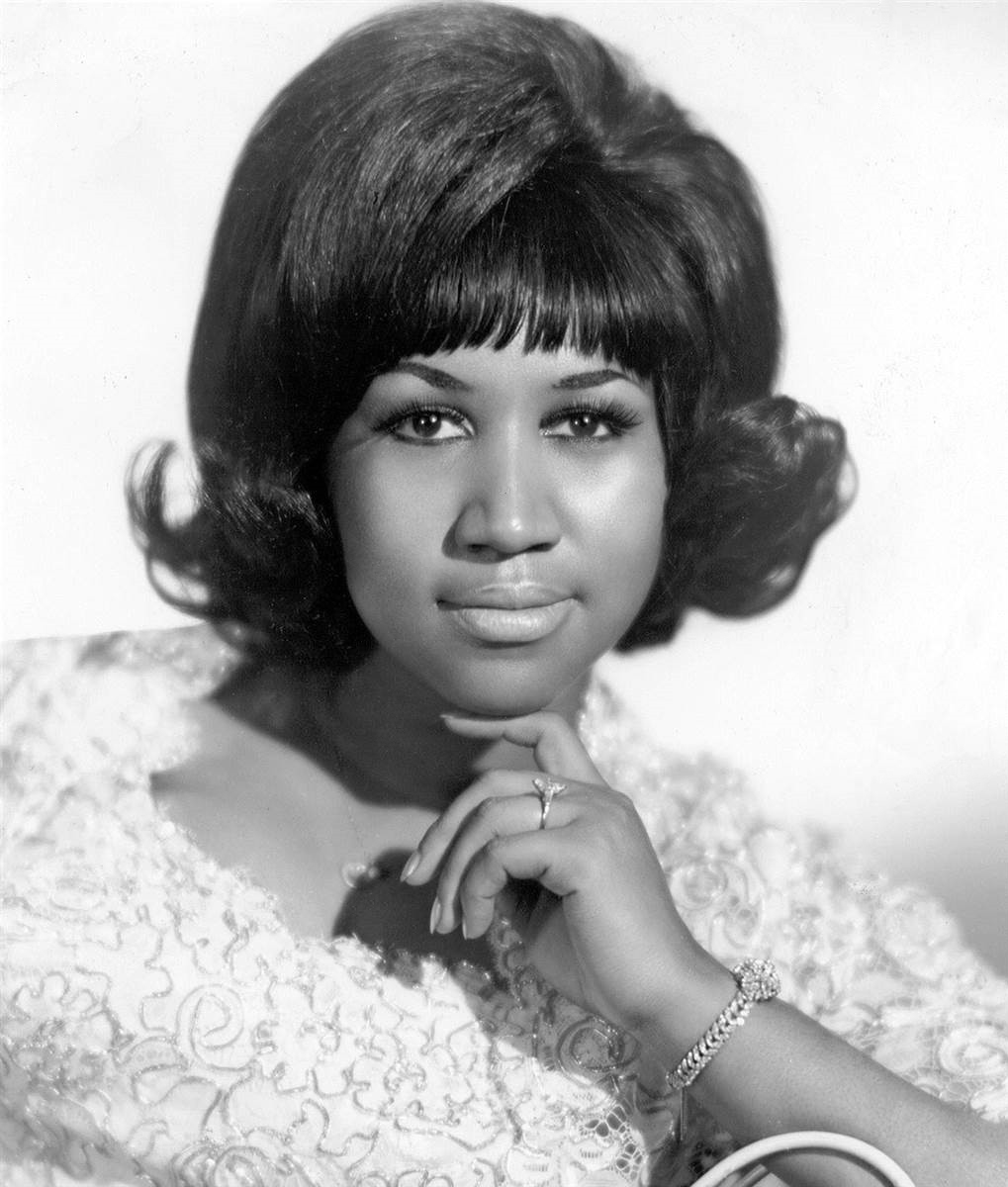
Aretha Franklin.

  - Marie-Françoise Bucquet, pianiste française.
  - Albert Millaire, comédien et metteur en scène canadien.
  - Edmond Haan, footballeur français.
- 16 août :
  - Aretha Franklin, chanteuse américaine.
  - Mohamed Demagh, sculpteur algérien.
  - Atal Bihari Vajpayee, ancien Premier ministre de l'Inde.
- 17 août :
  - Ezzatollah Entezami, acteur iranien.
  - David McReynolds, homme politique et activiste social.
- 18 août :
  - Jack Costanzo, musicien américain.
  - Peter Tapsell (homme politique britannique).
  - Kofi Annan, ancien secrétaire général de l'ONU.
- 19 août :
  - Pierre Cherruau, journaliste français.
  - Richard Demarcy, metteur en scène français.
  - Margareta Niculescu, marionnettiste et metteuse en scène roumaine.
  - Khaira Arby, chanteuse malienne.
- 20 août : Uri Avnery, écrivain et journaliste israélien.
- 21 août :
  - Stefán Karl Stefánsson, acteur islandais.
  - Barbara Harris, actrice américaine.
  - Hanna Mineh, écrivain syrien
- 22 août : Ed King, musicien américain.
- 23 août :
  - Arcabas, peintre français.
  - Franck Venaille, poète et écrivain français.
  - George Walker, compositeur américain.
  - Joseph Kadji Defosso industriel et homme d'affaires camerounais.
- 24 août :
  - Javier Otxoa, coureur cycliste espagnol.
  - Ivan Štraus, architecte bosnien.
  - Valentina Rastvorova, escrimeuse soviétique.
  - Tom Frost, alpiniste américain.
  - Aleksei Paramonov, joueur de football russe.
  - Jeff Lowe, alpiniste américain.
- 25 août :
  - Lindsay Kemp, chorégraphe et acteur britannique.
  - Noam Sheriff, chef d'orchestre et compositeur israélien.
  - John McCain, homme politique américain.
- 26 août :
  - Neil Simon, auteur dramatique, scénariste.
  - Inge Borkh, chanteuse soprano allemande.
  - Rosa Bouglione, artiste de cirque.
  - Carmen Gill-Casavant, muséologue québécoise.
- 27 août :
  - Claude Goutin, artiste français.
  - Alfonso Osorio, homme politique espagnol.
- 29 août : Paul Taylor (chorégraphe), chorégraphe américain.
- 30 août :
  - Peter Corris, écrivain australien.
  - Marie Severin, dessinatrice américaine de bandes dessinées.
  - Yossif Kobzon, chanteur russe.
  - Vanessa Marquez, actrice américaine.
- 31 août :
  - Alexandre Zakhartchenko, militaire et homme politique ukrainien.
  - Luigi Luca Cavalli-Sforza, généticien italien.
  - Yvon Palamour, ébéniste, luthier et musicien français.
  - Carole Shelley, actrice britannique.

### Septembre
- 1er septembre :
  - Margit Sandemo, autrice norvégienne de fantasy.
  - Jean Seitlinger, homme politique français.
  - Irving Petlin, artiste américain.
  - Randy Weston, pianiste, compositeur, musicien américain.
  - Fernand Foisy, écrivain canadien.
  - Ehsan Yarshater, universitaire iranien.
- 2 septembre :
  - Conway Savage, musicien australien.
  - Katyna Ranieri, actrice et chanteuse italienne.
  - Claire Wineland, entrepreneuse américaine.
- 3 septembre :
  - Paul Koech, athlète kényan.
  - Djalâlouddine Haqqani, homme politique et chef militaire afghan.
  - Lydia Clarke, actrice américaine et femme de Charlton Heston.
- 4 septembre :
  - Vladeta Jerotić, écrivain serbe.
  - Bill Daily, acteur américain.
  - Marijan Beneš, boxeur serbe.
  - Alvin McDonald, hockeyeur sur glace canadien.
- 5 septembre :
  - Beatriz Segall, actrice brésilienne.
  - Gilles Pelletier, acteur canadien.
  - François Flohic, amiral français.
  - Dennis Green, kayakiste australien.
  - Lise Payette, actrice et animatrice de télévision canadienne.
- 6 septembre :
  - Claudio Scimone, chef d'orchestre italien.
  - Burt Reynolds, cinéaste américain.
  - Philippe Eidel, compositeur et producteur de musique français.
  - Édouard Aidans, dessinateur belge de bandes dessinées.
- 7 septembre :
  - Diane Leather, athlète britannique.
  - Gaston-Armand Amaudruz, militant néonazi et négationniste suisse.
  - Ceesepe, peintre espagnol et dessinateur de comics.
  - Gilbert Lazard, linguiste et iranologue français.
  - Mac Miller, rappeur américain.
  - Jacques Amyot, nageur québécois.
  - Samuel W. Bodman, homme politique américain.
- 8 septembre : Chelsi Smith, mannequin américaine.
- 9 septembre :
  - Beat Richner, pédiatre et violoncelliste suisse.
  - Robert Opratko, chef d'orchestre autrichien.
  - Frank Andersson, lutteur suédois.
- 10 septembre :
  - Michel Bonnevie, joueur de basket-ball français.
  - Micheline Rozan, productrice française.
  - István Géczi, footballeur hongrois.
- 11 septembre :
  - Kulsoom Nawaz Sharif, femme politique pakistanaise.
  - Don Panoz, chef d'entreprise américain.
- 12 septembre :
  - Rachid Taha, chanteur algérien.
  - Don Newman (basket-ball), joueur américain de football américain.
  - Erich Kleinschuster, tromboniste de jazz autrichien.
  - Walter Mischel, psychologue américain. d'origine autrichienne.
- 13 septembre :
  - Guido Ceronetti, poète, journaliste, dramaturge et marionnettiste italien.
  - Roland Duval, scénariste, critique de cinéma.
  - Jack N. Young, cascadeur, régisseur d'extérieur américain.
- 14 septembre :
  - Zienia Merton, actrice britannique.
  - Carlos Rubira Infante, chanteur équatorien.
  - Jean Barzin, homme politique belge.
- 15 septembre :
  - Djamel Allam, chanteur algérien.
  - Raymond Erraçarret, homme politique français.
- 18 septembre :
  - Jean Piat, acteur et écrivain français ;
  - Robert Venturi, architecte américain.
- 21 septembre : Trần Đại Quang, président du Viêt Nam.
- 30 septembre : René Pétillon, auteur français de bandes dessinées.

### Octobre
- 1er octobre :

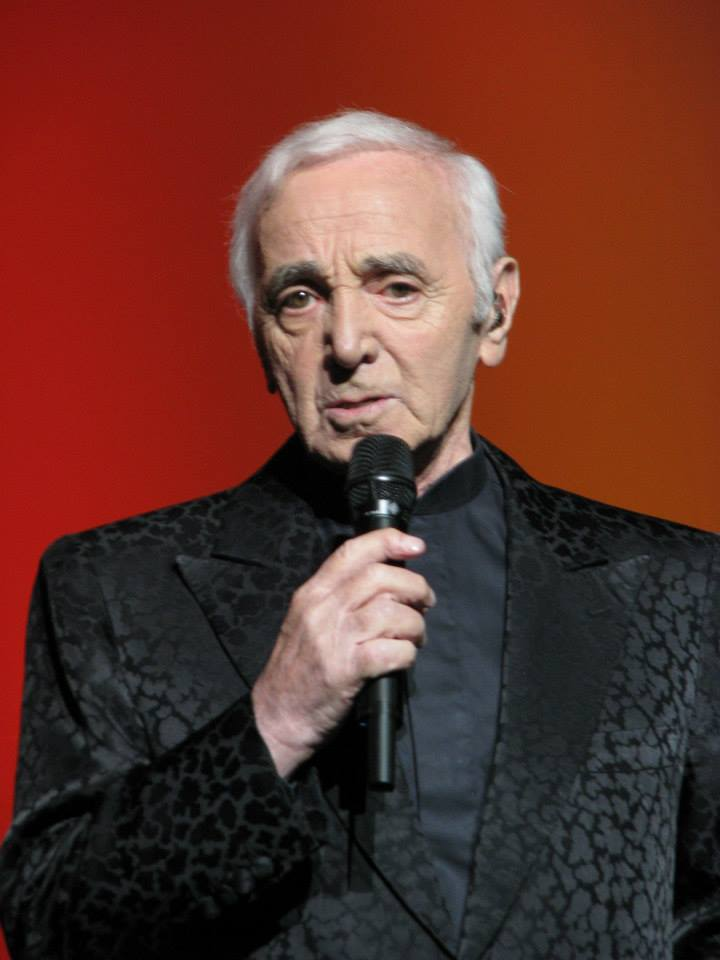
Charles Aznavour.

  - Charles Aznavour, auteur-compositeur-interprète français.
  - Marianne Mako, journaliste française
- 6 octobre : 
  - Montserrat Caballé, soprano espagnole.
  - Scott Wilson, acteur américain.
- 9 octobre : Jean Lanzi, journaliste et présentateur de radio et télévision français.
- 11 octobre : Paul Andreu, architecte français.
- 12 octobre : Pik Botha, homme politique et diplomate sud-africain.
- 15 octobre : Paul Allen, informaticien, chef d'entreprise, homme d'affaires et mécène américain.
- 16 octobre : Amadou Ousmane, journaliste et écrivain nigérien.
- 18 octobre : Anthea Bell, traductrice britannique.
- 21 octobre: Robert Faurisson, militant révisionniste français.
- 28 octobre : Philippe Gildas, journaliste, animateur de télévision et animateur de radio français.
- 30 octobre : Jin Yong, romancier chinois.
- 31 octobre : Roger Bootle-Wilbraham, homme politique britannique.

### Novembre
- 1er novembre :

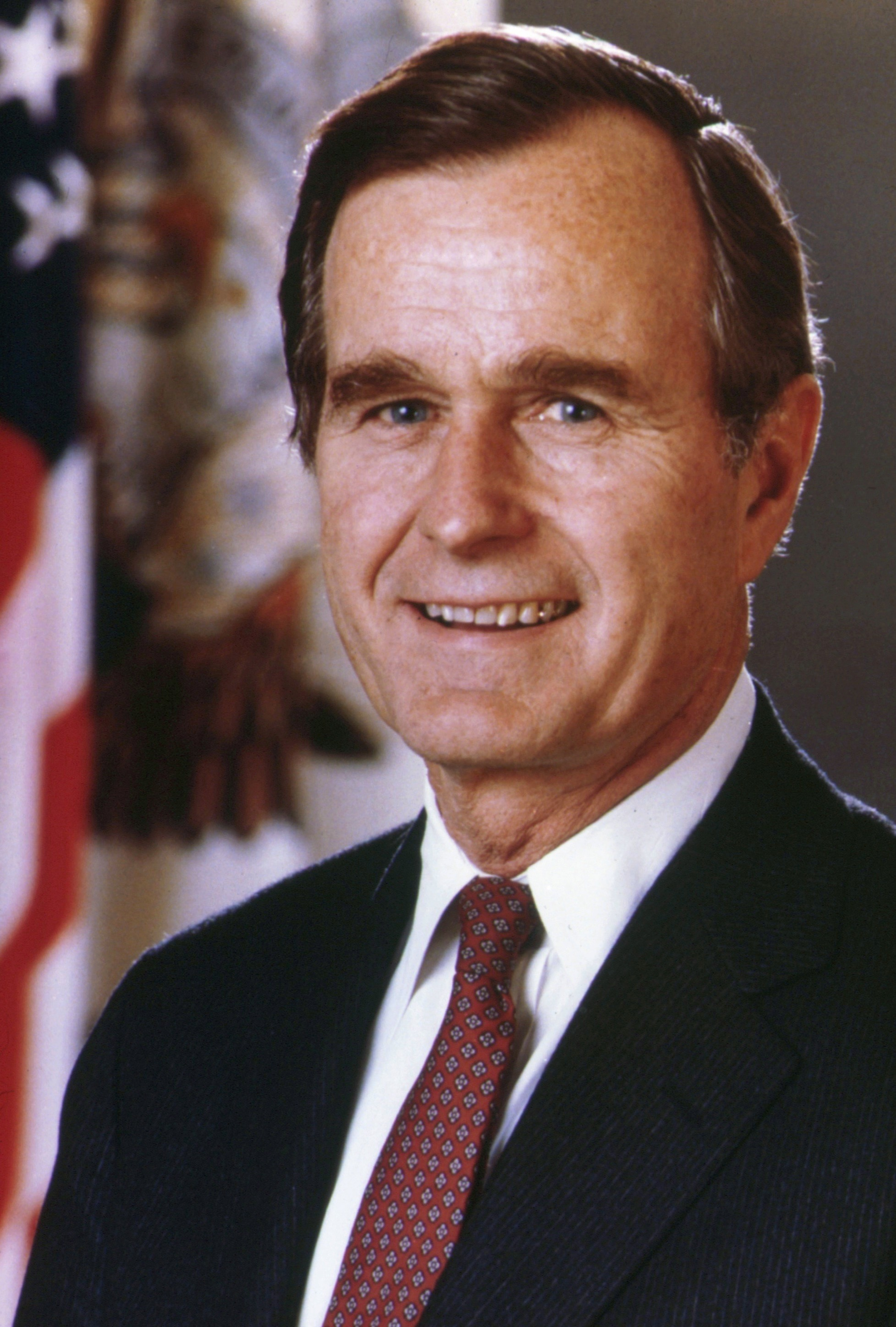
George Bush.

  - Theodor Hoffmann, amiral et homme politique est-allemand puis allemand.
  - Carlo Giuffré, acteur italien.
- 2 novembre :
  - Raymond Chow, producteur de film et animateur de télévision hongkongais.
  - Álvaro de Luna, acteur espagnol.
- 4 novembre : Jean-Jacques Bastian, adolescent résistant français en Alsace pendant la Seconde Guerre mondiale.
- 6 novembre : Bernard Landry, homme politique, professeur et avocat canadien.
- 7 novembre : Francis Lai, compositeur et musicien français.
- 10 novembre :
  - Ajuma Ameh-Otache, footballeuse nigériane (° 1er décembre 1984).
  - Raffaele Baldassarre, homme politique italien (° 23 septembre 1956).
  - Marc Wilmet, linguiste belge (° 28 août 1938).
- 12 novembre : Stan Lee, scénariste et éditeur américain de comics.
- 13 novembre : Katherine MacGregor, actrice américaine.
- 13 novembre : Lucho Gatica, chanteur chilien.
- 14 novembre : Fernando del Paso, écrivain mexicain.
- 16 novembre : Cecylia Roszak, religieuse, résistante et supercentenaire polonaise.
- 17 novembre : Eduard von Falz-Fein, homme d'affaires, journaliste et bobeur liechtensteinois.
- 19 novembre : Dominique Blanchar, actrice française.
- 20 novembre : James Hadley Billington, bibliothécaire et universitaire américain.
- 21 novembre : Raymond Mondet, alias Nicolas le Jardinier, journaliste, animateur de télévision et de radio et chroniqueur français.
- 22 novembre : Willie Naulls, joueur américain de basket-ball..
- 23 novembre :
  - Nicolas Roeg, réalisateur et directeur de la photographie britannique.
  - Gerard Unger, graphiste et professeur d'université néerlandais ;
- 25 novembre : Giuliana Calandra, actrice italienne.
- 26 novembre :
  - Bernardo Bertolucci, scénariste et réalisateur italien.
  - Stephen Hillenburg, dessinateur, scénariste et réalisateur américain.
- 28 novembre : Masahiko Katsuya, éditorialiste, photographe et polémiste japonais.
- 29 novembre :
  - Harue Akagi, actrice japonaise.
  - Viktor Matvienko, footballeur soviétique.
- 30 novembre : George H. W. Bush, homme d'État américain, 41e président des États-Unis de 1989 à 1993.

### Décembre
- 1er décembre :
  - Maria Pacôme, actrice française.
  - Perry Robinson, musicien américain.
- 2 décembre :
  - Séry Bailly, homme politique ivoirien.
  - Gottfried Haschke, personnalité politique allemande.
- 3 décembre :
  - Andreï Bitov, écrivain et scénariste soviétique puis russe.
  - Albert Frère, homme d'affaires et milliardaire belge.
  - Michel Lucas, ingénieur et banquier français.
  - Geoff Murphy, acteur, producteur, réalisateur et scénariste néo-zélandais.
  - Josep Lluís Núñez, footballeur espagnol.
  - Miguel Primo de Rivera, avocat et homme politique espagnol.
- 4 décembre :
  - Maurice Cosandey, ingénieur suisse ;
  - Selma Engel-Wijnberg, survivante néerlandaise de la Shoah.
- 6 décembre : Joseph Joffo, écrivain français.
- 7 décembre :
  - Belisario Betancur Cuartas, homme d'État colombien.
  - Samuel Flatto-Sharon, homme d'affaires et politicien israélien.
  - Henri Coulet, critique littéraire français.
- 8 décembre : Lioudmila Alexeïeva, historienne et militante russe.
- 9 décembre :
  - Robert Bergland, homme politique américain.
  - William Blum, écrivain et journaliste américain.
- 13 décembre :
  - Paul Niedermann, journaliste et photographe français né en Allemagne.
  - Noah Klieger, journaliste et écrivain israélien.
- 14 décembre :
  - Horst Herold, officier de police allemand.
  - Edmond Simeoni, homme politique français.
- 15 décembre : Girma Wolde-Giorgis, homme d'État éthiopien, président d'Éthiopie de 2001 à 2013.
- 16 décembre :
  - Giuseppe Sermonti, généticien italien.
  - Joseph Thomin, coureur cycliste français.
- 17 décembre :
  - Louis Blanc, joueur français de rugby à XV.
  - Jean Cormier, écrivain et journaliste français.
  - Galt MacDermot, musicien et compositeur canadien.
- 18 décembre :
  - Tulsi Giri, homme d'État népalais.
  - David Austin, rosiériste britannique.
- 19 décembre :
  - Jacques David, prélat catholique français.
  - Tömür Dawamat, homme politique chinois ouïghour.
  - Guy Modeste, footballeur français.
  - Eva Tichauer, réfugiée politique juive allemande.
- 20 décembre :
  - Donald Moffat, acteur britannique.
  - F. W. Bernstein,	poète, dessinateur et satiriste allemand.
  - Andrea G. Pinketts, journaliste et écrivain italien.
- 21 décembre :
  - Willy Taminiaux, homme politique belge.
  - Walter Artízala, guerillero et narcotrafiquant équatorien.
  - Ivo Mbah, guérillero camerounais.
- 22 décembre :
  - Jiko Luveni, femme politique fidjienne.
  - Roberto Suazo Córdova, homme d'État hondurien, président du Honduras de 1982 à 1986.
  - Jane Langton, romancière et illustratrice américaine.
  - Talal ben Abdelaziz Al Saoud, membre de la dynastie saoudienne.
  - Paddy Ashdown, homme politique britannique.
  - Simcha Rotem, survivant israélien de la Shoah.
- 23 décembre :
  - Elias Menachem Stein, mathématicien américain.
  - Sophie Oluwole, philosophe nigériane.
- 24 décembre :
  - Jozef Adamec, joueur de football et entraîneur slovaque de football.
  - Mahmoud Hashemi Shahroudi, religieux musulman chiite et homme politique iranien.
  - Mame Seck Mbacké, femme de lettres sénégalaise.
  - Osvaldo Bayer, historien, écrivain, journaliste et scénariste argentin.
  - Rafael Moreno Valle, homme politique mexicain.
  - Dionne Rose-Henley, athlète jamaïcaine.
  - Grazia Nidasio, bédéiste italienne.
- 25 décembre :
  - Baldur Ragnarsson, poète islandais.
  - Yoshitada Kōnoike, homme politique japonais.
  - Sigi Schmid, entraîneur de football allemand.
  - Law Hieng Ding, homme politique malaisien.
  - Nancy Roman, astronome américaine.
- 26 décembre :
  - Michel Ciry, peintre-graveur et écrivain français.
  - Jorge Grau, réalisateur et scénariste espagnol.
  - Theodore Antoniou, compositeur et chef d'orchestre grec.
  - John Culver, homme politique américain.
- 27 décembre :
  - Claude Mesplède, critique littéraire français.
  - Robert Kerman, acteur américain.
  - Jean Dumontier, architecte canadien.
  - Richard Overton, supercentenaire américain.
  - Miúcha, musicienne brésilienne.
- 28 décembre :
  - Ievgueni Zimine, hockeyeur sur glace soviétique puis russe.
  - Amos Oz, poète, romancier et essayiste israélien.
  - Seydou Badian Kouyaté, écrivain et homme politique malien.
  - Shehu Shagari, homme d'État nigérian, président du Nigeria de 1979 à 1983.
  - Georges Loinger, résistant français.
  - Abdelmalek Benhabylès, avocat, artiste-peintre, diplomate et homme politique algérien.
- 29 décembre :
  - Yehoshua Glazer, joueur de football israélien.
  - Ringo Lam, réalisateur hongkongais.
- 30 décembre :
  - Héctor Timerman, personnalité politique argentine.
  - Mrinal Sen, réalisateur indien.
  - Edgar Hilsenrath, écrivain allemand.
  - Don Lusk, réalisateur et animateur américain.
  - Blandine Verlet, claveciniste française.
- 31 décembre :
  - Urbie Green, tromboniste américain de jazz.
  - Peter Thompson, footballeur anglais.
  - Maya Casabianca, chanteuse française.
  - Kader Khan, acteur et scénariste indien.
  - Antônio Salvador Sucar, joueur de basket-ball brésilien.